# Pierre-Marc Bouchard
Pierre-Marc Bouchard (ur. 27 kwietnia 1984 w Sherbrooke, Quebec) – kanadyjski hokeista.
Jego brat François (ur. 1988) także został hokeistą.

## Kariera
- Laval-Bourassa Rousseau (1998−1999)
- Coll. Charles-Lemoy. Riverains (1999–2000)
- Chicoutimi Saguenéens (2000−2002)
- Minnesota Wild (2002−2013)
- New York Islanders (2013–2014)
- Chicago Blackhawks (2014)
  -  Rockford IceHogs (2014)
- EV Zug (2014–2016)

W latach 2000−2002 grał w juniorskich rozgrywkach QMJHL w drużynie Chicoutimi Saguenéens uzyskując wiele osiągnięć i wyróżnień, w tym także w generalnych rozgrywkach CHL. W tym czasie był także reprezentantem juniorskich kadr Kanady do lat 17, 18 i 20 na mistrzostwach świata. W drafcie NHL z 2002 został wybrany przez Minnesota Wild z numerem 8. W barwach tego klubu grał od 2002 do 2013 przez dziesięć sezonów NHL. Od lipca 2013 zawodnik New York Islanders, związany rocznym kontraktem. W tym samym czasie zawodnikiem Islanders został jego kolega z drużyny Wild, Cal Clutterbuck. Od lutego 2014 zawodnik New York Islanders (wraz z nim do klubu trafił Peter Regin); jednocześnie został przekazany do zespołu farmerskiego, Rockford IceHogs. Od lipca 2014 zawodnik szwajcarskiego klubu EV Zug. W grudniu 2014 przedłużył kontrakt o dwa lata. W marcu ogłosił zakończenie kariery z uwagi na komplikacje zdrowotne po wstrząśnieniu mózgu.
Od 2012 prezydent klubu Chicoutimi Saguenéens, w którym występował w wieku juniorskim.

## Sukcesy
Reprezentacyjne
- Srebrny medal mistrzostw świata juniorów do lat 20: 2003

Klubowe
- Mistrzostwo dywizji NHL: 2008 z Minnesota Wild

Indywidualne
- Pierwszy skład gwiazd QMAAA: 2000
- Sezon QMJHL 2000/2001:
  - Michel Bergeron Trophy – nagroda dla najlepszego ofensywnego pierwszoroczniaka sezonu QMJHL
  - Coupe RDS – nagroda dla najlepszego pierwszoroczniaka sezonu QMJHL
- Sezon QMJHL 2001/2002:
  - Pierwsze miejsce w klasyfikacji asystentów QMJHL: 94 asysty
  - Trophée Jean Béliveau – pierwsze miejsce w klasyfikacji kanadyjskiej QMJHL: 140 punktów
  - Mike Bossy Trophy – najlepiej zapowiadający się profesjonalista QMJHL
  - Coupe Telus – najlepszy ofensywny zawodnik QMJHL
  - CHL Top Prospects Game
  - Nagroda dla najlepiej punktującego zawodnik CHL: 140 punktów
  - Pierwszy skład gwiazd CHL
  - Najlepszy zawodnik CHL
- National League A (2014/2015):
  - Trzecie miejsce w klasyfikacji asystentów w sezonie zasadniczym: 34 asysty
  - Trzecie miejsce w klasyfikacji kanadyjskiej w sezonie zasadniczym: 51 punktów